# Tiffauges
 Tiffauges  es una población y comuna francesa, en la región de Países del Loira, departamento de Vendée, en el distrito de La Roche-sur-Yon y cantón de Mortagne-sur-Sèvre. La banda de black metal Cradle Of Filth grabó en su disco Godspeed On The Devil's Thunder (2008)una canción instrumental titulada como la comuna francesa.

## Demografía
| 1027 | 1052 | 1121 | 1188 | 1208 | 1328 |
| Para los censos de 1962 a 1999 la población legal corresponde a la población sin duplicidades (Fuente: INSEE [Consultar]) |      |      |      |      |      |